# MINERVA: Metastasis
MINERVA: Metastasis — однопользовательская модификация для Half-Life 2: Episode One, созданная Адамом Фостером (англ. Adam Foster). Модификация выпускалась по частям, последняя из которых вышла 1 октября 2007 года. 30 апреля 2013 модификация стала доступна для скачивания в Steam бесплатно.

## Сюжет

### Действие
Игрок управляет бывшим солдатом Альянса, облачённым в защитный костюм исследовательского центра Чёрная Меза наподобие того, который использовал Гордон Фримен. Прохождение модификации сопровождается получением текстовых сообщений от женщины, именуемой Минервой. Её сообщения саркастичные и пренебрежительные, а манера общения бесцеремонна. С игроком Минерва общается лишь как с собственным инструментом для сбора информации.
Игрока на штурмовом вертолёте доставляют и высаживают на остров в Балтийском море, где находится занятый Альянсом бункер времён Второй мировой войны. Выясняется, что Альянс построил на территории острова установку, которая получает огромное количество энергии со спутника, находящегося на геостационарной орбите. Цель игрока — проникнуть на территорию этой базы и выяснить, для чего Альянс закачивает огромное количество энергии в неприметный с виду островок.
После того, как игрок спускается под землю в бункер, выясняется, что последний — лишь небольшая верхняя часть огромной подземной базы Альянса, построенной под ним. На территории базы игрок обнаруживает биологическую лабораторию, где Альянс разводит хедкрабов и изучает их воздействие на человека, и станцию подземной железной дороги, проходящей под морским дном. Однако лаборатория и прочие заводы Альянса потребляют лишь небольшую часть энергии, передаваемой со спутника, основной энергетический луч идёт ещё глубже. В процессе спуска система защиты уничтожает всё оружие игрока, и ему приходится в течение некоторого времени убегать от преследующих его солдат.
Спустившись на нижние уровни базы, игрок обнаруживает реактор тёмной энергии, наподобие тех, что используются в Цитаделях, и межпространственный портал, который и потребляет энергию. Минерва приказывает игроку уничтожить его, и игрок дестабилизирует реактор. В это время Минерве удаётся взломать системы управления спутником, и она, изображая сожаление, сообщает игроку, что он всё это время копал себе могилу и вскоре она активирует луч спутника на предельную мощность, уничтожив всю базу вместе с ним. Однако при активации спутника происходит сбой, поэтому взрыв не уничтожает базу, а лишь приводит к серьёзным разрушениям, и игроку удаётся выжить.
Обнаружив, что протагонист не погиб, Минерва приказывает ему постараться выбраться на поверхность до того, как спутник перезарядится и активирует второй импульс, который приведёт к полному уничтожению базы. Одновременно выходят из под контроля хедкрабы и зомби, содержавшиеся в биологической лаборатории, которые нападают как на игрока, так и солдат Альянса. Когда игрок выбирается на поверхность, Минерва высылает вертолёт, чтобы забрать его с острова, однако внезапно появляется штурмовик Альянса, не дающий вертолёту приблизиться. В конце игры, после уничтожения штурмовика, игрок садится на вертолёт и наблюдает, как второй энергетический импульс спутника окончательно уничтожает остров.

### Особенности геймплея
История раскрывается постепенно и часто без объяснения. Например, в главе Metastasis становится ясно, что цель Минервы (и следовательно, игрока) в определении смысла нахождения Альянса в недрах острова, на котором разворачиваются все игровые действия, но не ясно, как игрок оказался вовлечен в эту историю.
Однако, Минерва не всезнающая. Становится ясно, что в её распоряжении спутниковое наблюдение и радиосвязь, и не раз сообщает игроку, что не знает, что ждёт его впереди, и узнавая это вместе с ним.
Даже если Минерва остерегается грядущей угрозы, она не всегда предпочитает предупредить игрока об этом. А когда это происходит, она наслаждается преодолением сложных испытаний, хотя это и не всегда отражено в сообщениях, которые скорее осуждают игрока. В этой противоречивой ситуации Минерва начинает восхищаться своим новым «подопытным», что выражается, например, в просьбе об осторожности при следующей встрече с врагом.
Сложность Минервы как персонажа — это важная часть игры и объясняет недостаток информации о событиях модификации.

### Время действия
Внутриигровые коммуникации непривычны в том, что перед ними всегда идет штамп времени в интернациональном формате (ISO 8601), давая возможность оценивать, сколько времени занимает весь сюжет. Данную информацию дополняют также несколько заметок на сайте модификации, которые рассказывают некоторое подобие предыстории. На основе всей информации можно частично воссоздать последовательность событий, охватываемых сюжетом.
- 13 июня 1974 года, 16:00 — продолжительное землетрясение в Нью-Мексико
- 2 июля 1974 года — подтверждено, что сейсмическая активность исходит из зоны Блэк-Месы.
- 10 июля 1974 года — подтверждение события, названного «катастрофическим провалом». Временная приостановка исследовательской программы. Упоминаются транспортные технологии.
- с 2000 года (дата неизвестна) — события Half-Life; возвышение Альянса.
- 28 марта 2002 года — появление сообщения на консоли в Исследовательском комплексе Блэк-Меса.
- 1 апреля 2002 года — события, разворачивающиеся в эпизоде Где-то в другом месте (англ. Someplace Else). Минерва оказывается против её воли на аутпосте в мире Зена.
- 15 октября 2009 года — события Metastasis. Минерва каким-то образом оказалась на Земле.
- неизвестная дата — сообщение от Минервы, в котором она говорит, что обнаружила какую-то сеть.

### Место действия
События Metastasis преимущественно разворачиваются на острове вокруг бункера времен Второй мировой войны, находящемся в Балтийском море, а также в самом подземном бункере и расположенной под ним секретной базе Альянса.

## Локализация
Сама модификация и её сайт доступны на английском, французском, немецком, испанском, итальянском, польском и русском языках. Перевод выполнен группой LocWorks в ноябре 2008 года.